# Fjärilslarv

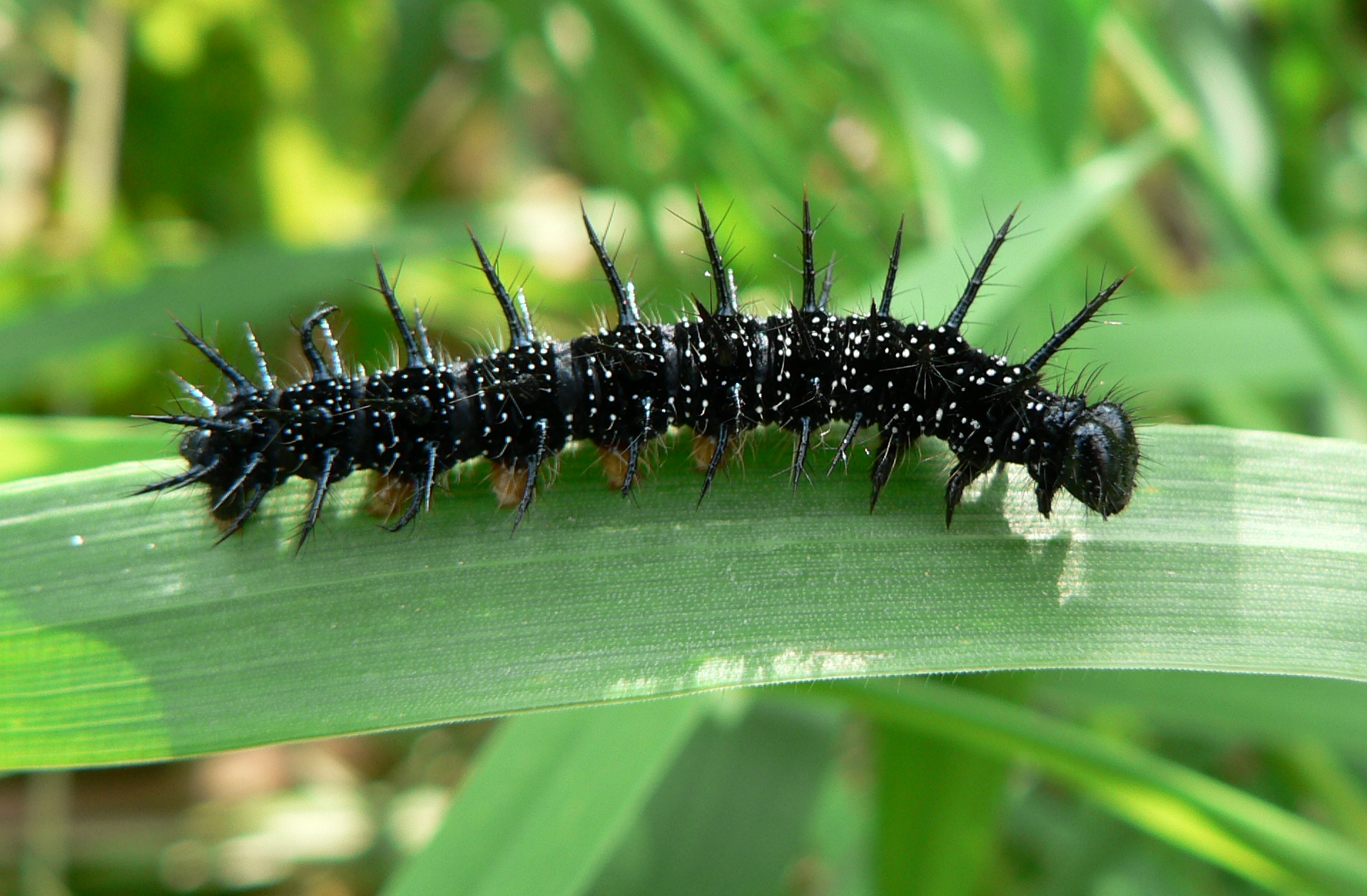
Larv av påfågelöga.

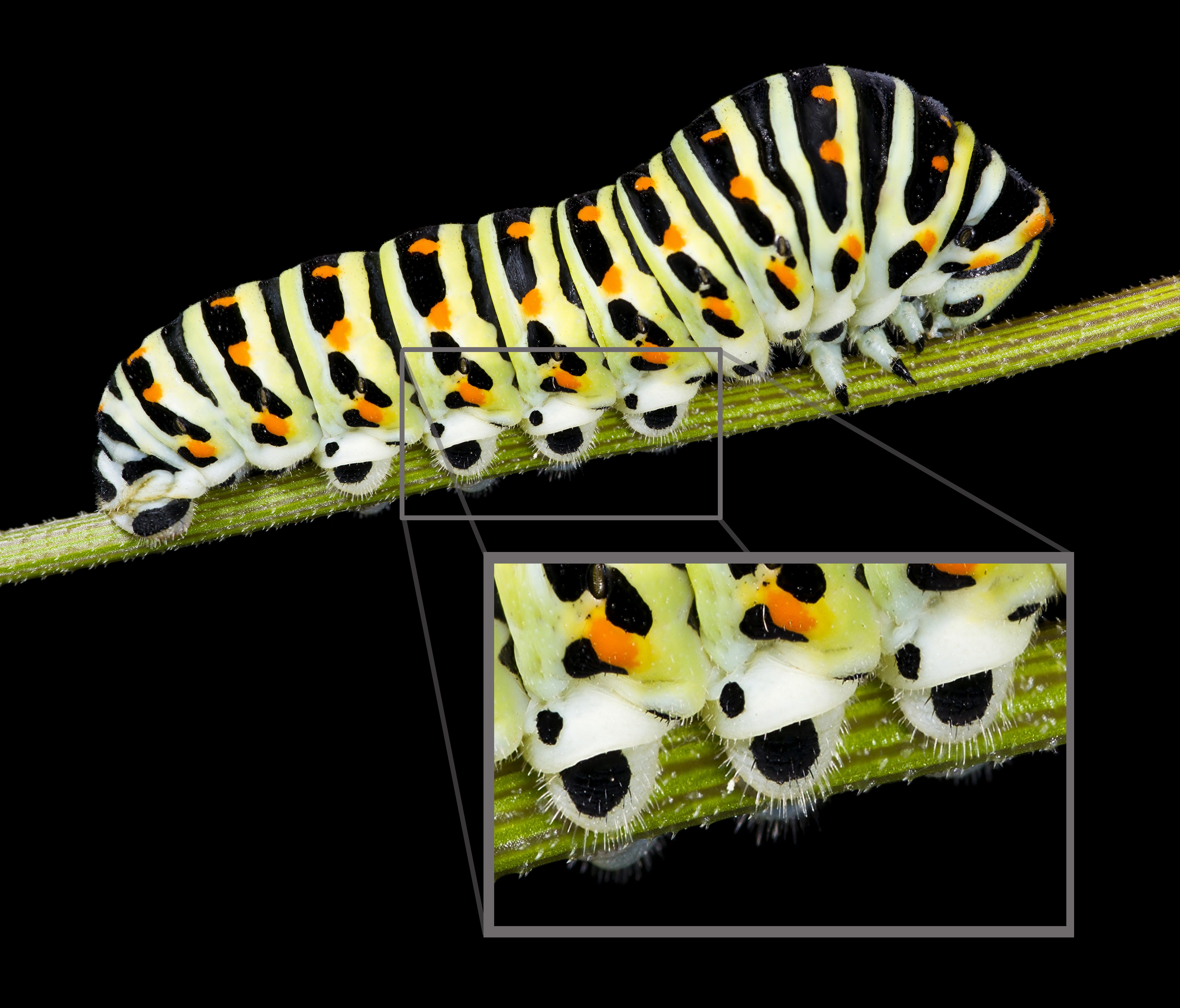
Proleg Papilio machaon

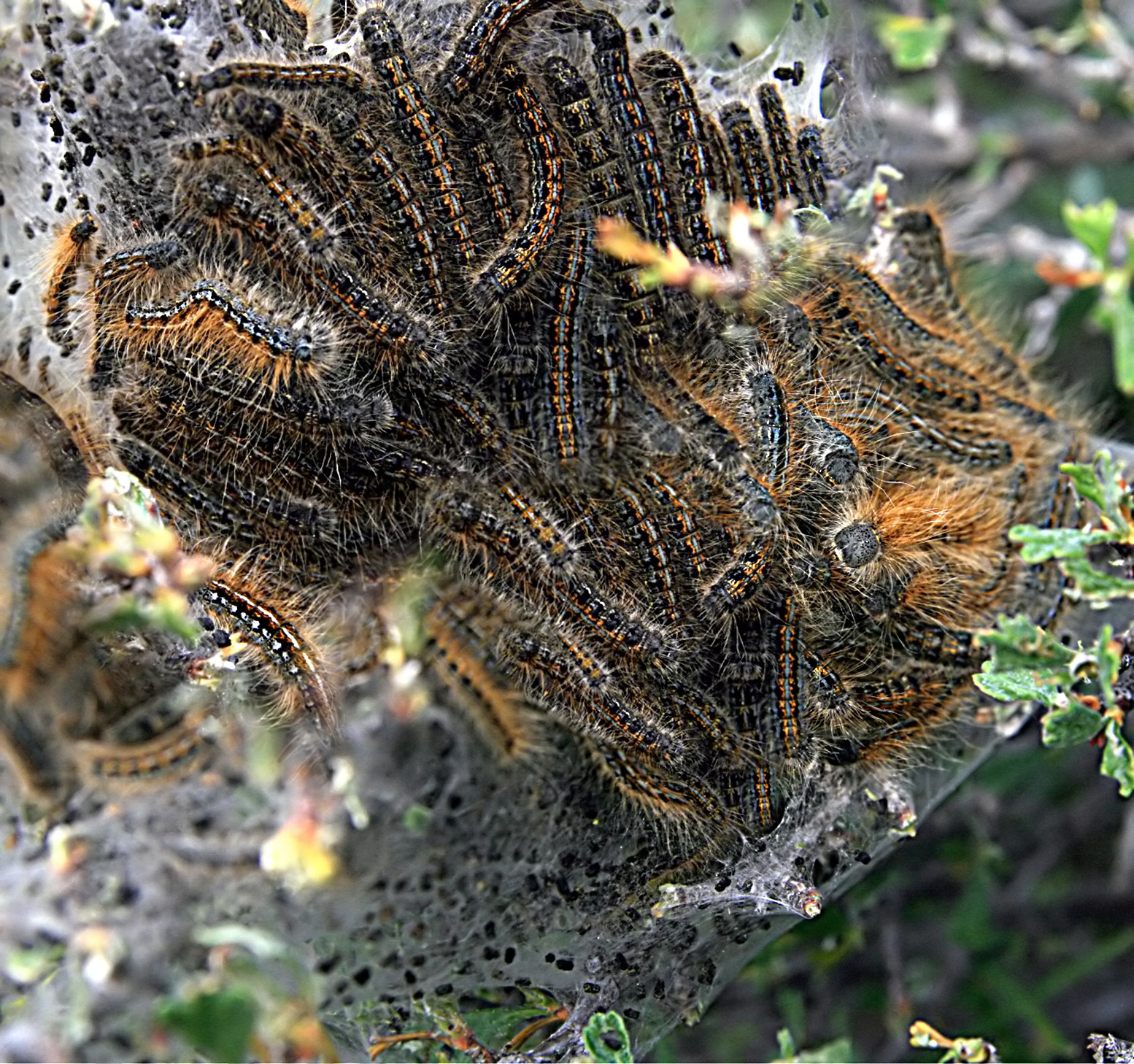
Larver från arten Malacosoma californicum

Fjärilslarver är larverna från arter i ordningen Lepidoptera, som innehåller fjärilar och nattfjärilar. De flesta är växtätare, även om några fjärilsarter har larver som livnär sig på myrlarver eller bladlöss, så kallade entomofager. Ett exempel på detta är svartfläckig blåvinge.
Fjärilslarver har stor aptit och av de fjärilslarver som livnär sig på odlade grödor anses många vara skadedjur i jordbruket. Många nattfjärilar är mer kända i sina larvstadier än i sitt imagostadium, på grund av skadan larverna orsakar på frukter och andra jordbruksprodukter.
Vissa fjärilslarver får från sina värdväxter i sig ämnen som gör att de smakar illa för predatorer. Som en varning för att de är illasmakande har dessa larver ofta varningsfärger.